# Рівне (Саратовська область)
Рівне (до 1942 р. Зельман) — смт (з 1972) в Росії, центр Рівненського району Саратовської області.
Населення 4 454 осіб (2014).

## Географія
Селище розташоване на лівому березі річки Волги, за 110 км від міста Саратова, нижче за течією.

## Історія
Маніфестами імператриці Катерини II в 1762 і 1763 роках призивалися з Європи всі бажаючі переселятися до Росії на Волгу.
15 липня 1767 була заснована колонія Зельманн (згодом — Зельман, російська назва — Ровная), що отримала свою назву, імовірно, за прізвищем одного з перших поселенців (російська назва відображає розташування на рівній, рівнинній місцевості на лівому березі річки Волги).
У 1851 році колонія Зельман та інші прилеглі колонії в складі Новоузенського повіту були передані з Саратовської губернії в новостворену Самарську губернію, де була створена Рівненська волость.
У 1918 році село стає центром Рівненського повіту новоствореної Трудової комуни Німців Поволжя, з 1922 року — центр Рівненського (Зельманского) кантону АРСР німців Поволжя.
У 1928 році село офіційно перейменовано в Зельман.
7 вересня 1941 після ліквідації АРСР німців Поволжя село стає адміністративним центром Рівненського району у складі Саратовської області.
У 1942 році селу повернуто російська назва Рівне. Статус селища міського типу — з 1972 року.

## Культура
- Будинок культури;
- Дитяча Школа Мистецтв;
- Бібліотека;
- Краєзнавчий музей;
- Районний будинок творчості.

## Пам'ятки
- В селищі зберігся колишній будинок графа Воронцова (нині в ньому розташована районна адміністрація);
- Католицька цвинтарна каплиця в стилі цегляної готики;
- Будівлі німецьких колоністів;
- Біля Будинку культури встановлено погруддя М. І. Калініну;
- У дворі краєзнавчого музею встановлено бюст І. В. Сталіну;
- У центральному парку встановлено пам'ятник В. І. Леніну;
- Меморіальний комплекс «Мовчазний дзвін» і Вічний вогонь;
- У парку на вул. Карла Маркса братська могила і пам'ятник Героям Громадянської війни;
- Пам'ятник «кавун»